# العلاقات الأندورية النيوزيلندية
العلاقات الأندورية النيوزيلندية هي العلاقات الثنائية التي تجمع بين أندورا ونيوزيلندا.

## مقارنة بين البلدين
هذه مقارنة عامة ومرجعية للدولتين:
| وجه المقارنة                                              | أندورا                                                     | نيوزيلندا                                              |
| --------------------------------------------------------- | ---------------------------------------------------------- | ------------------------------------------------------ |
| المساحة (كم2)                                             | 468                                                        | 268.02 ألف                                             |
| عدد السكان (نسمة)                                         | 76.18 ألف                                                  | 4.24 مليون                                             |
| الكثافة السكانية (ن./كم²)                                 | 16.28 ألف                                                  | 15.82                                                  |
| العاصمة                                                   | أندورا لا فيلا                                             | ويلينغتون، أوكلاند                                     |
| اللغة الرسمية                                             | اللغة الكتالونية                                           | لغة إنجليزية، اللغة الماورية، لغة الإشارة النيوزيلندية |
| العملة                                                    | يورو                                                       | دولار نيوزيلندي، الجنيه النيوزيلندي                    |
| الناتج المحلي الإجمالي (بليون دولار)                      | 3.01 مليار                                                 | 205.85 مليار                                           |
| الناتج المحلي الإجمالي (تعادل القوة الشرائية) بليون دولار |                                                            |                                                        |
| الناتج المحلي الإجمالي الاسمي للفرد دولار أمريكي          |                                                            |                                                        |
| الناتج المحلي الإجمالي للفرد دولار أمريكي                 |                                                            |                                                        |
| مؤشر التنمية البشرية                                      | 0.858                                                      | 0.914                                                  |
| رمز المكالمات الدولي                                      | +376                                                       | +64                                                    |
| رمز الإنترنت                                              | .ad                                                        | .nz                                                    |
| المنطقة الزمنية                                           | ت ع م+01:00، توقيت وسط أوروبا، ت ع م+02:00، أوروبا/أندورا ‏ | ت ع م+13:00، ت ع م+12:00                               |

## منظمات دولية مشتركة
يشترك البلدان في عضوية مجموعة من المنظمات الدولية، منها:
| علم المنظمة | اسم المنظمة                   | تاريخ انضمام أندورا | تاريخ انضمام نيوزيلندا |
| ----------- | ----------------------------- | ------------------- | ---------------------- |
|             | الاتحاد الدولي للاتصالات      | 12 نوفمبر 1993      | 3 يونيو 1878           |
|             | منظمة حظر الأسلحة الكيميائية  | ?                   | ?                      |
|             | يونسكو                        | 20 أكتوبر 1993      | 4 نوفمبر 1946          |
|             | الأمم المتحدة                 | 28 يوليو 1993       | 24 أكتوبر 1945         |
|             | منظمة الشرطة الجنائية الدولية | ?                   | ?                      |

## وصلات خارجية
- موقع وزارة الخارجية الأندورية
- موقع وزارة الخارجية النيوزيلندية